# Avusy-Laconnex-Soral
Avusy-Laconnex-Soral war von 1816 bis 1847 eine Gemeinde im Kanton Genf in der Schweiz. Sie wurde nach dem Wiener Kongress dem Stadtstaat Genf zugesprochen. 1847 löste sich Avusy aus dem Gemeindeverband. Die neue Gemeinde Laconnex-Soral teilte sich 1850 in Laconnex und Soral.